# Antoine Casanova
Pour les articles homonymes, voir Casanova.
Antoine Casanova est un historien français né le 4 juin 1935 à Marseille et mort le 4 octobre 2017 à Versailles.

## Biographie
Antoine Casanova est un historien français, spécialiste de la Corse, ancien dirigeant communiste et ancien rédacteur en chef de la revue La Nouvelle Critique. Il a été le directeur de la revue La Pensée de 1978 à 2014. Il est né à Marseille en 1935 et a grandi en Corse où il sera marqué par la seconde guerre mondiale.
Il obtient une bourse d'études qui lui permet de poursuivre ses études au lycée de Corte. Il entre en classe préparatoire à Marseille au début des années cinquante puis poursuit des études d'histoire à l'université d'Aix-en-Provence, avec comme professeurs Maurice Agulhon et Georges Duby. Il milite à la Jeunesse étudiante chrétienne et au Mouvement de la paix. Il adhère en 1953 au Parti communiste français. Il se marie avec Maryse Nirascou en 1957. Ils rejoignent Paris en 1958.
Il obtient le CAPES d'histoire. Il est nommé au lycée Henri-Wallon à Valenciennes, puis à Chartres et ensuite au lycée Jules Ferry à Versailles. En 1971, il devient enseignant à l'université de Franche-Comté à Besançon où il sera assistant, maître-assistant puis maître de conférences. 
En 1962, il entre à la revue La Nouvelle Critique, puis en devient rédacteur en chef jusqu'en 1976. En 1978, il devient le directeur de la revue La Pensée, créée par Paul Langevin et Georges Cogniot en 1939, qu'il dirigera jusqu'en 2014. Il prépare sa thèse d'État à l'université de Paris-I Panthéon-Sorbonne avec Pierre Vilar, Albert Soboul et Michel Vovelle. Il la soutient en 1988 sous la direction de Michel Vovelle.
Il milite au SNESUP qui lui a rendu hommage dans son journal mensuel. Il a été membre du conseil scientifique de la Fondation Gabriel-Péri.
Il milite au PCF dans les Yvelines et habite Versailles, ville dans laquelle il fut élu au conseil municipal sur la liste de gauche pendant de très longues années. Il est élu au comité central du PCF en 1970 et siège au bureau national entre 1987 et 1996. Il y est responsable des questions de l'école, de la culture et de la religion.
Il a écrit de nombreux articles et ouvrages sur l'évolution de la religion chrétienne depuis Vatican II, la Révolution française, l'histoire de France, l'histoire sociale de la Corse et sur Napoléon. 
Il meurt le 4 octobre 2017.

## Publications
- Vatican II et l'évolution de l'Église, 295 pages, Les Essais de "la Nouvelle critique", Paris, Éditions sociales, 1969.
- Les Intellectuels et les luttes de classes, avec Claude Prévost, 174 pages, recueil de textes extraits de la Nouvelle critique, Paris, Éditions sociales, 1970.
- Les Marxistes et l'évolution du monde catholique, avec Roland Leroy et André Moine, 255 pages, Paris, Éditions sociales, 1972.
- Crise de la société, Églises et union populaire, 32 pages, supplément de La Nouvelle Critique, 61, février 1973, Paris, Éditions de "La Nouvelle critique" , 1973.
- Technique, société rurale et idéologie en France à la fin du XVIIIe siècle, 166 pages, Paris, les Belles lettres, 1977.
- Peuple corse, révolutions et nation française, avec Ange Rovere, 307 pages, Paris, Éditions sociales , 1979.
- Le Concile vingt ans après, essai d'approche marxiste, 261 pages, Paris, Éditions sociales, Messidor, 1985.
- La Révolution française en Corse, 1789-1800, avec Ange Rovere, 316 pages, Toulouse, Éditions Privat, 1989.
- Forces productives rurales, peuple corse et Révolution française, 1770-1815, 5 microfiches, Lille 3, ANRT, 1989.
- Vive la Révolution, 1789-1989, avec Claudine Ducol et Claude Mazauric, 220 pages, Paris, Messidor, Éditions sociales, 1989.
- Paysans et machines à la fin du XVIIIe siècle, essai d'ethnologie historique, 380 pages, Paris, les Belles lettres, 1990.
- Identité corse, outillages et Révolution française, essai d'approche ethno-historique (1770-1830), 539 pages, Paris, Editions du Comité des travaux historiques et scientifiques, 1996.
- Arboriculture et société en Méditerranée à la fin du XVIIIe siècle, l'exemple de la Corse, 260 pages, Éditions Corte, Le Signet, 1998.
- Napoléon et la pensée de son temps, une histoire intellectuelle singulière, 324 pages, Paris, La Boutique de l'histoire, 2001.
- Jean Jaurès, Laïcité et République sociale, avant-propos de Patrick Le Hyaric, textes choisis et présentés par Gilles Candar, introduction d'Antoine Casanova, Paris, Le Cherche Midi, "La bibliothèque de L'Humanité", 2005.
- La Chaîne et la trame, ethnologie et histoire de la Corse, avec Georges Ravis-Giordani et Ange Rovere, 397 pages, Recueil d'articles, 1973-1999, Éditions Ajaccio, Albiana, 2005.
- Figures de Dieu, entre masculin et féminin, la longue marche, préface d'Albert Rouet, 116 pages, Paris, L'Harmattan, 2015.
- Mariage et communauté rurale, 1 et 2, Les Cahiers du Centre d'études et de recherches marxistes, Paris, Centre d'études et de recherches marxistes.